# Medaille voor de Jeugd en het Verenigingswezen
De Medaille voor de Jeugd en het Verenigingswezen (Frans: médaille de la jeunesse, des sports et de l'engagement associatif) werd op 18 december 2013 door de Franse regering in een decreet ingesteld. Frankrijk eert met deze medaille de inzet voor sportieve ontwikkelingen van de jeugd en het verenigingsleven met medailles in goud, zilver en brons.
De onderscheidingen die de Franse staat voor het bevorderen van de sportbeoefening uitreikte veranderden steeds van naam, en ook van uiterlijk. De leeuwenkop boven de medaille en het lint bleven gelijk, maar de medaille zelf kreeg een ander ontwerp.
Eerder waren er al de
- Eremedaille voor Sportonderwijs (Frans: Médaille d’honneur de l'Éducation Physique)

(4 mei 1929 – 27 november 1946). Tijdens de Tweede Wereldoorlog (1939 - 1945) werd de medaille niet uitgereikt.
- Eremedaille voor Sportonderwijs en de Sporten (Frans: Médaille d’honneur de l'éducation Physique et des Sports)

( 27 november 1946 – 6 juli 1956)
- Eremedaille voor de Jeugd en de Sport (Frans: Médaille d’honneur de la Jeunesse et des Sports).

( 6 juli 1956 – 14 oktober 1969)
- Medaille voor de Jeugd en de Sport (Frans: Médaille de la Jeunesse et des Sports)

(14 oktober 1969 tot 18 december 2013)
Sinds 18 december 2013 is de naam van deze onderscheiding
- Medaille voor de Jeugd en het Verenigingswezen (Frans: médaille de la jeunesse, des sports et de l'engagement associatif).

De Franse wet liet nu ook de eerder gebruikte hoofdletters in de naam weg. De achtergrond van de naamswijziging is herschikking en ombenoeming van het ministerie dat de medailles uitreikt. Dat was jarenlang het " ministère de la jeunesse et des sports" maar heet nu "ministère des sports, de la jeunesse, de l'éducation populaire et de la vie associative"
Hoewel de medaille sinds 1969 het prefix "ere" mist wordt deze onderscheiding toch tot de eremedailles gerekend
Het decreet van 1929 voorzag in vier rangen of "échelons".
- Bronzen medaille
- Zilveren medaille
- Verguld zilveren medaille (vermeil)
- Gouden medaille

## Ontstaansgeschiedenis
Frankrijk wilde na de schok van de Eerste Wereldoorlog weerbaar zijn, de conditie van de jeugd en de geringe vruchtbaarheid van de Franse bevolking baarden de Franse staat daarbij zorgen. De gezondheid van de stadsjeugd was beneden de maat, iets dat bij de keuringen voor de militaire dienst aan het licht kwam. De staat wilde het beoefenen van sport en spel bevorderen maar de daartoe aangestelde minister, de ministre de l’Éducation nationale bezat weinig middelen om inzet voor de sport te belonen. Hij beschikte enkel over:
- De officiële dankbrieven. Deze lettres de félicitations werden meestal door de prefecten gestuurd aan verdienstelijke en jubilerende personen
- Vermeldingen (citations) in het officiële bullitin van het ministerie. Deze telden mee bij de voordracht voor een onderscheiding.
- Gecombineerde felicitaties en vermelding in het bullitin
- De eremedailles van het Ministerie van Oorlog. Daar kwam niet iedereen voor in aanmerking en ze laggen buiten de directe invloedssfeer van de minister van Onderwijs.
- Voordracht voor benoeming in het Legioen van Eer. De minister mocht, net als andere ministers, ieder jaar een beperkt aantal voordrachten ( zijn "contingent du ministère de l’Éducation nationale") doen. Voor zo'n hoge eer kwam lang niet iedere Fransman in aanmerking.

De medaille en de latere orde brachten uitkomst.

## De medaille
Boven de ronde medaille is een leeuwenkop bevestigd waarin ook de verbinding met het lint schuilgaat. Op de voorzijde van de medaille is zoals gebruikelijk Marianne, het zinnebeeld van de Franse Republiek afgebeeld. Ze kijkt op dit portret vastberaden. Op de keerzijde staat "REPUBLIQUE FRANÇAISE" onder een opgaande zon. De medailles worden aan lichtblauwe linten op de linkerborst gedragen. De zilveren en gouden medaille aan een lint met gouden bies waarvan de gouden medaille een kleine rozet op lint en baton draagt. De bronzen medaille wordt aan een lint met twee verticale blauwe strepen gedragen. Men verleent de medailles voor belangrijke en voorbeeldige (Frans: "distinguées d'une manière particulièrement exemplaire au service") voor de sport. Het decreet noemt:
- sportonderwijs;
- sociaal-educatief werk in vakantiekolonies en bij activiteiten in de open lucht;
- training van jonge mannen in de Franse strijdkrachten.

Het decreet van 18 december 2013 wijzigde de criteria niet maar vulde deze aan met verdiensten voor het verenigingsleven.
Er zijn gouden, zilveren en bronzen medailles voor respectievelijk acht, twaalf en twintig jaar inzet voor de jeugd. De medailles worden op 1 januari en 14 juli uitgereikt.
De bureaucratische regels voor toekenning zijn streng. De Franse regering laat niet toe dat de lagere overheden zich met de toekenning van deze medailles bemoeien. Dat is de taak van de Minister voor Sport en Jeugd maar de Prefect van een Département beslist over de voordracht voor de 31 uit te reiken bronzen medailles per departement. Deze mogen twee jaar na ontvangst van de officiële felicitatie voor sportieve prestaties worden voorgedragen. De 10 zilveren medailles per departement kunnen vervolgens na vier jaar aan de drager van de Bronzen Medaille worden toegekend. Na nogmaals 8 jaar komen in ieder departement ieder jaar 5 dragers van een Zilveren Medaille voor de Jeugd en de Sport in aanmerking voor de gouden medaille. De medailles worden niet postuum verleend en bij voordrachten van vreemdelingen wordt aan de strenge regels voorbij gegaan.
Onder de Nederlandse dragers van een Gouden Medaille was de ruiter en officier Charles Pahud de Mortanges.

## Protocol
Het is gebruik om de Franse medailles op 1 januari and 14 juli uit te reiken. Dat gebeurt tijdens parades en plechtigheden. De onderscheidingen worden de onwaardige, want wegens een misdrijf veroordeelde, dragers ook weer ceremonieel afgenomen. Wanneer men op uniformen geen modelversierselen draagt is een kleine rechthoekige baton in de kleuren van het lint voorgeschreven. Op de baton mag een rozet worden gemonteerd.
De medaille wordt ook als miniatuur gedragen op bijvoorbeeld een rokkostuum.

## De batons

Bronzen medaille
Zilveren medaille
Gouden medaille